# Crouy-en-Thelle
Crouy-en-Thelle är en kommun i departementet Oise i regionen Hauts-de-France i norra Frankrike. Kommunen ligger i kantonen Neuilly-en-Thelle som tillhör arrondissementet Senlis. År 2022 hade Crouy-en-Thelle 1 100 invånare.

## Befolkningsutveckling
Antalet invånare i kommunen Crouy-en-Thelle
| Referens: INSEE |